# Arte drag
Il drag è una forma di performance artistica che utilizza in particolare l'abbigliamento, il trucco, l'acconciatura e l'espressione scenica per interpretare un genere in modo volutamente esagerato. Questa espressione può assumere diverse forme: la femminilità (drag queen), la mascolinità (drag king), o altre espressioni di genere non binarie, come il drag queer, il club kid, il drag creature, il drag monster o il drag clown.
Quest'arte rappresenta un potente strumento di autoaffermazione e di militanza politica, contribuendo in modo significativo alla messa in discussione dell'omofobia, della transfobia e dei ruoli di genere tradizionali. Più in generale, il drag si pone come veicolo di denuncia e di sensibilizzazione su tematiche che interessano la comunità LGBTQIA+, come l'epidemia di HIV/AIDS, le violenze e il controllo da parte delle forze dell’ordine, o il razzismo.
La storia del drag si intreccia con quella più ampia del travestitismo teatrale, prima di cristallizzarsi nella sua forma specifica, strettamente connessa ai luoghi e alla cultura LGBTQIA+, tra gli anni 60 e 70 del XX secolo, sotto la forte influenza della ballroom culture. A seconda dei contesti geografici e culturali, le influenze variano: per esempio, vi sono male e female impersonators negli Stati Uniti, il cabaret in Francia o la Sape nella Repubblica Democratica del Congo.
All'inizio del XXI secolo, il programma televisivo RuPaul's Drag Race ha contribuito in modo determinante ad accrescere la visibilità dell'arte drag, ampliandone anche le opportunità economiche. Tuttavia, questa "mainstreamizzazione" si accompagna a una gerarchizzazione interna, in cui vengono privilegiati certi stili — come le drag queen glamour dai costumi firmati — a discapito di altre forme, quali il genderfuck, il drag king, o le pratiche artistiche meno commerciali e meno accessibili economicamente, contribuendo così a rafforzare disuguaglianze già esistenti.
La situazione economica degli artisti drag risulta quindi fortemente diseguale: a fronte di una minoranza molto visibile e benestante, la grande maggioranza opera in condizioni di precarietà o povertà.
Pur generando un forte senso di appartenenza e impegno comunitario, il drag è anche oggetto di critiche all'interno della stessa comunità LGBTQIA+, da parte di chi adotta una "politica della rispettabilità". Inoltre, l'arte drag è regolarmente bersaglio di tentativi di censura, sia nell'ambito di più ampie campagne contro il travestimento e le identità trans, sia in modo specifico — per esempio nel caso delle letture drag rivolte all'infanzia, particolarmente contestate in alcuni contesti socio-politici.

## Origine del nome
L'origine del termine "drag" è incerta; potrebbe risalire all'età elisabettiana in Inghilterra, quando veniva utilizzato per descrivere gli attori maschi che interpretavano ruoli femminili nei teatri, dove il travestimento era una pratica comune.
La prima attestazione documentata del termine "drag" in riferimento ad attori vestiti con abiti femminili risale al 1870. Una delle ipotesi etimologiche più accreditate fa riferimento al gergo teatrale del XIX secolo, in cui "drag" indicava la sensazione provocata dai lunghi abiti femminili che "strisciavano" (to drag) sul pavimento.
Un'altra possibile origine è il termine yiddish trogn, che significa "indossare", derivato a sua volta dal tedesco tragen.
È stato inoltre suggerito un legame con l'espressione grand rag, utilizzata storicamente per designare un ballo in maschera, da cui "drag" potrebbe essersi evoluto come forma abbreviata o storpiata.

## Storia per ambito
La storia del drag è una tradizione complessa e multiforme che affonda le sue radici in pratiche culturali e teatrali antiche, e si è evoluta nel corso dei secoli per riflettere le dinamiche sociali, politiche e artistiche.

### Nel teatro

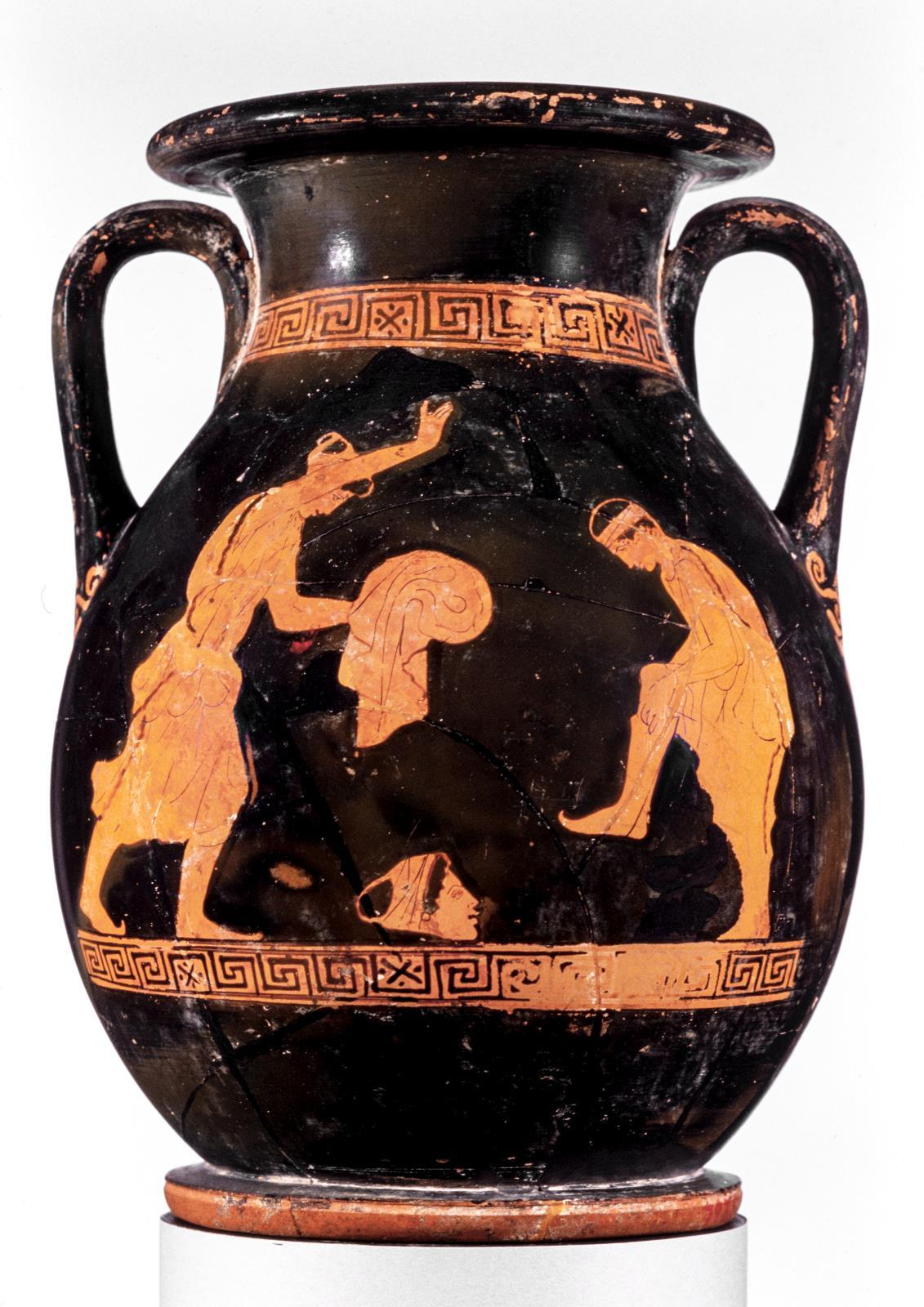
Attori maschi che indossano costumi femminili prima di una rappresentazione teatrale. La figura a sinistra porta una maschera e una seconda maschera giace a terra tra loro. Le maschere rappresentano un personaggio femminile e hanno un fazzoletto intorno ai capelli. I loro costumi includono anche abiti femminili come stivali alti e un chitone. Pelìke ceramica ateniese. Pittore della Phiale. Grecia antica. Circa 430 a.C. Museo delle belle arti di Boston

Il Menecmi del commediografo romano Plauto include una scena in cui Menecmo I indossa l'abito della moglie, poi vi mette sopra un mantello, con l'intento di portare l'abito fuori casa e consegnarlo alla sua amante. Menecmo dice in latino Age me aspice. ecquid adsimulo similiter?, "Su, guardami. Ti sembra che le somigli?"; Peniculo risponde Quis istest ornatus tuos?, "Che diavolo hai addosso?"; e Menecmo ribatte Dic hominem lepidissimum esse me, "Dimmi che sono un uomo affascinante".
In Inghilterra, gli attori nelle opere di Shakespeare e in tutto il teatro elisabettiano erano esclusivamente uomini; le parti femminili venivano interpretate da giovani maschi travestiti, poiché alle donne era vietato esibirsi in pubblico. Shakespeare sfruttò queste convenzioni per arricchire le confusioni di genere in Come vi piace, e Ben Jonson le manipolò allo stesso modo in Epicene o la donna silenziosa. Durante il regno di Carlo II d'Inghilterra le regole furono allentate, consentendo alle donne di interpretare ruoli femminili sul palco londinese, riflettendo la moda francese. Di conseguenza, la consuetudine degli uomini che interpretavano ruoli femminili scomparve.
Nell'ultimo decennio del XIX secolo, le tradizioni comiche del drag nelle produzioni universitarie — in particolare gli Hasty Pudding Theatricals del College di Harvard (in scena ogni anno dal 1891), ma anche in altri contesti simili della Ivy League, come il Triangle Club dell'Università di Princeton o il Mask and Wig Club dell'Università della Pennsylvania) — erano considerate forme di spettacolo accettabili dall’alta società americana. Ciò avveniva nonostante lo stesso tipo di travestimento, praticato in contesti meno istituzionali e associato alla sottocultura urbana, fosse oggetto di condanna morale. Nella stessa epoca, infatti, destavano scandalo le notizie secondo cui, a New York, giovani uomini truccati e vestiti da donna si esibivano ballando il can-can sui tavoli di locali notturni frequentati da una clientela popolare, come The Slide, situato nel quartiere di Bowery.

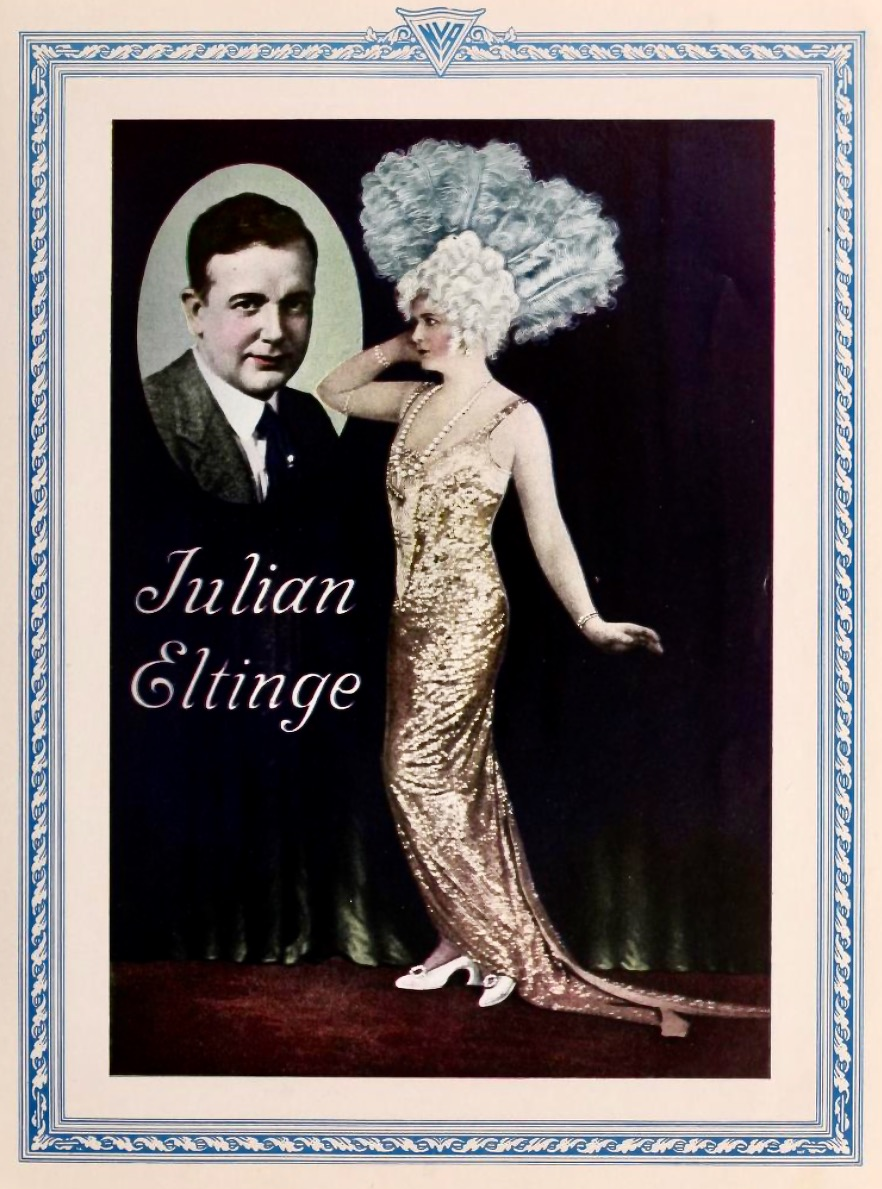
La star di Broadway, Julian Eltinge, nel 1925

Negli anni venti del XX secolo, gli spettacoli drag rappresentavano una forma di intrattenimento popolare nei night club di New York. Tuttavia, con l'inasprirsi dei controlli morali e legali, tali esibizioni furono progressivamente spinte verso la clandestinità. Una significativa eccezione si verificò negli anni cinquanta, quando la compagnia "Jewel Box Revue" si esibì presso l'Apollo Theater dell'Harlem con lo spettacolo intitolato 49 Men and a Girl. Durante gran parte della rappresentazione, i ruoli femminili erano interpretati da uomini in drag con abiti e atteggiamenti glamour. Solo al termine dello spettacolo veniva rivelato che "l'unica ragazza" era in realtà Stormé DeLarverie, artista afroamericana e figura chiave della compagnia, che per tutta la serata aveva svolto il ruolo di maestro di cerimonie, indossando un elegante abito da sera.
Il dispositivo narrativo del film Shakespeare in Love (del 1998) si basa sulla convenzione teatrale dell'epoca elisabettiana, secondo cui tutti i ruoli — inclusi quelli femminili — erano interpretati da attori uomini. Il film mette in evidenza il cambiamento avvenuto nel periodo della Restaurazione, quando, sotto il regno di Carlo II, fu legalmente consentito alle donne di esibirsi in teatro. Nonostante questa svolta storica, il drag ha continuato a rappresentare una componente significativa della tradizione comica britannica. Un esempio persistente è la pantomima, forma teatrale popolare ancora oggi, in cui ruoli fissi come la "dama di pantomima" sono regolarmente interpretati da uomini in abiti femminili, mentre personaggi maschili protagonisti, come il Principe azzurro o Dick Whittington, sono spesso impersonati da giovani donne. Questa continuità è riscontrabile anche in produzioni comiche del XX secolo, come quelle del gruppo Monty Python, formato nel 1969, in cui l'uso del drag è impiegato come elemento ricorrente di satira e parodia.
All'interno della finzione drammatica, l'uso del travestimento scenico è stato storicamente influenzato da un doppio standard, riflesso delle strutture patriarcali dominanti. In società in cui i ruoli attivi e pubblici erano riservati agli uomini, era narrativamente accettabile che una donna si travestisse da uomo in risposta a circostanze eccezionali. Tale trasformazione era spesso rappresentata come un'"ascesa" sociale o identitaria, compatibile con generi teatrali quali la tragedia, il melodramma sentimentale o la commedia degli equivoci, in cui l'ambiguità di genere generava tensione drammatica o romanticismo. Al contrario, un uomo travestito da donna era generalmente percepito come protagonista di una "discesa" narrativa, associata a generi meno elevati come la farsa o la commedia grottesca, dove il travestimento maschile-femminile veniva sfruttato a fini esclusivamente umoristici.
Un esempio emblematico della persistenza e della rielaborazione di questa convenzione è rappresentato da Les Ballets Trockadero de Monte Carlo, compagnia di balletto interamente maschile fondata nel 1974. Il gruppo è noto per le sue interpretazioni parodiche del repertorio classico, in cui ballerini uomini, en travesti, eseguono ruoli femminili indossando tutù e danzando en pointe con elevata competenza tecnica. Gran parte dell'effetto comico nasce dal contrasto tra il codice visivo tradizionale del balletto e la sovversione ironica delle norme di genere.
Queste convenzioni patriarcali sono rimaste in gran parte invariate fino al XX secolo, quando i ruoli di genere rigidi iniziarono a essere messi in discussione in ambito sociale, culturale e artistico. A partire dagli anni sessanta e settanta del XX secolo, il drag ha subito una trasformazione significativa, acquisendo nuovi significati espressivi. Nelle ultime decadi del secolo, la figura della drag queen si è sempre più affermata come identità artistica autonoma, non necessariamente legata all'imitazione della femminilità in senso realistico, ma piuttosto come espressione di estetica, satira, critica culturale o affermazione personale; esempi rappresentativi di questa evoluzione includono i Cockettes, collettivo teatrale psichedelico attivo nella San Francisco degli anni settanta, Danny La Rue, noto interprete en travesti del teatro britannico, e RuPaul, artista afroamericano divenuto figura di riferimento della cultura drag internazionale a partire dagli anni novanta.

### Nell'opera
Nell'opera barocca, in cui i ruoli da soprano maschile erano interpretati da castrati, si ritrovano frequentemente casi di travestimento scenico femminile. Nell'Alcina di Händel, ad esempio, l'eroina Bradamante si traveste da uomo per salvare il proprio amato, un personaggio interpretato da un soprano maschile; ciò non creava alcuna confusione presso il pubblico dell'epoca. Nell'opera romantica, invece, alcuni ruoli di fanciulli furono scritti per voci di contralto o soprano e affidati ad attrici donne en travesti (in inglese trouser roles, ovverosia "ruoli in pantaloni"). Il ruolo en travesti più noto del periodo pre-romantico è quello di Cherubino ne Le nozze di Figaro di Mozart (1786).
In Fidelio di Beethoven, Leonore, moglie devota di Florestan, si traveste da uomo per salvare il consorte. L'opera romantica proseguì questa convenzione: si trovano ruoli en travesti per donne in Semiramide di Rossini (Arsace), in Rosmonda d'Inghilterra e Anna Bolena di Donizetti, in Benvenuto Cellini di Berlioz, e persino nella figura del paggio in Don Carlo di Verdi. La pratica iniziò tuttavia a declinare con personaggi come Siebel, il giovane ingenuo in Faust di Gounod (1859), o il ragazzo zingaro, Beppe, ne L'amico Fritz di Mascagni, al punto che Offenbach affidò il ruolo di Cupido a un vero fanciullo nella sua Orphée aux enfers
Nonostante ciò, esempi significativi proseguirono: l'attrice Sarah Bernhardt interpretò Hamlet in calzamaglia, mostrando al pubblico francese una delle sue gambe (l'altra era una protesi), mentre il personaggio del Principe Orlovsky, che ospita il ballo in Il pipistrello di Johann Strauss II, è assegnato a un mezzosoprano, con un effetto volutamente androgino.

Un caso particolare è costituito dall'opera Il cavaliere della rosa (1912) di Richard Strauss, in cui l'uso del travestimento scenico è caratterizzato da una raffinatezza inusuale: il ruolo del giovane Oktavian, assegnato a un mezzosoprano en travesti, riflette sia la tradizione settecentesca del teatro musicale, sia un'elaborazione sottile delle dinamiche di genere e identità; in questa cornice, il travestimento contribuisce non solo alla costruzione narrativa e teatrale, ma anche alla dimensione emotiva e simbolica dell'opera.

### Nellaball culture

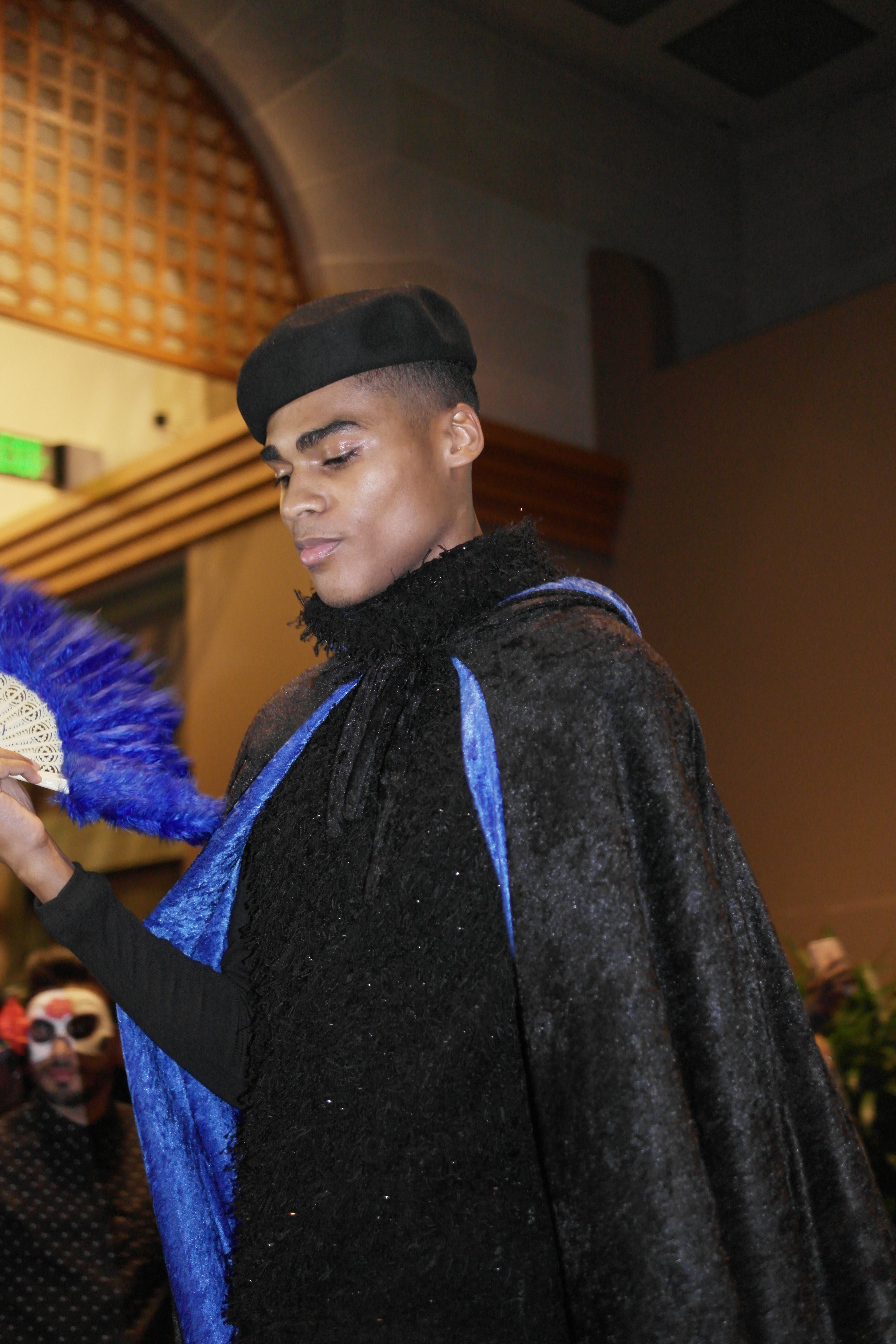
Partecipante a una ball presso il National Museum of African Art nel 2016

La ball culture (nota anche come ballroom culture) è una sottocultura underground LGBTQ+ nata a New York negli anni venti del XX secolo. In questo contesto, le persone "sfilano" (ovvero competono) per trofei, premi e riconoscimento in eventi chiamati ball. I partecipanti sono prevalentemente giovani afroamericani e latinoamericani appartenenti alla comunità LGBTQ+. Durante le ball, i presenti danzano, eseguono vogueing, sfilano, posano e si sostengono a vicenda nelle numerose categorie di competizione legate al drag e alla performance. Le categorie sono concepite per rappresentare e al tempo stesso satirizzare diversi generi, classi sociali e archetipi culturali, offrendo al contempo un mezzo di evasione dalla realtà.
La cultura delle ball va oltre gli eventi formali ed elaborati: molti dei partecipanti appartengono a gruppi chiamati case (in inglese houses), una tradizione radicata nelle comunità LGBTQ+ e tra le minoranze etniche. Queste case funzionano come famiglie scelte, composte da amici che convivono o si sostengono reciprocamente, sostituendo spesso le famiglie d'origine da cui possono essere stati allontanati o emarginati.
La ballroom culture ha raggiunto per la prima volta il pubblico mainstream nel 1990, quando lo stile di danza vogueing fu reso popolare dal brano "Vogue" di Madonna e dal documentario Paris Is Burning di Jennie Livingston, uscito nello stesso anno. Il vogueing è una forma altamente stilizzata di danza house moderna, emersa negli anni ottanta e sviluppatasi a partire dalla cultura delle ball degli anni sessanta all'Harlem. Nel 2018, la serie televisiva statunitense Pose ha portato in scena la ballroom culture dell'Harlem degli anni ottanta, ricevendo numerose nomination e riconoscimenti.

## Tipi di drag
Esistono diverse tipologie nell’arte del drag, basate sia sul tipo di personaggio incarnato sia sulla natura dello spettacolo proposto.
La prima classificazione riguarda l'espressione di genere del personaggio performato: essa può essere femminile (drag queen), maschile (drag king), ambigua o ibrida (drag queer), oppure assumere forme non conformi e spesso eccentriche, come nel caso dei club kid, delle drag creature, drag monster, drag clown o ancora drag thing..
La seconda classificazione, che si sovrappone alla precedente, riguarda invece il contenuto performativo del drag show. All'interno del mondo delle drag queen, ad esempio, si distinguono diverse categorie stilistiche, tra cui:
- Le pageant queen, orientate verso concorsi di bellezza e perfezione formale,
- Le fashion queen, che pongono l'accento sulla moda e sull'estetica contemporanea,
- Le comedy queen, specializzate in performance umoristiche,
- Le glamour queen, che incarnano un ideale di eleganza e raffinatezza.

Queste classificazioni non sono rigide, e molti artisti drag navigano fluidamente tra più stili e generi.

### Drag queen

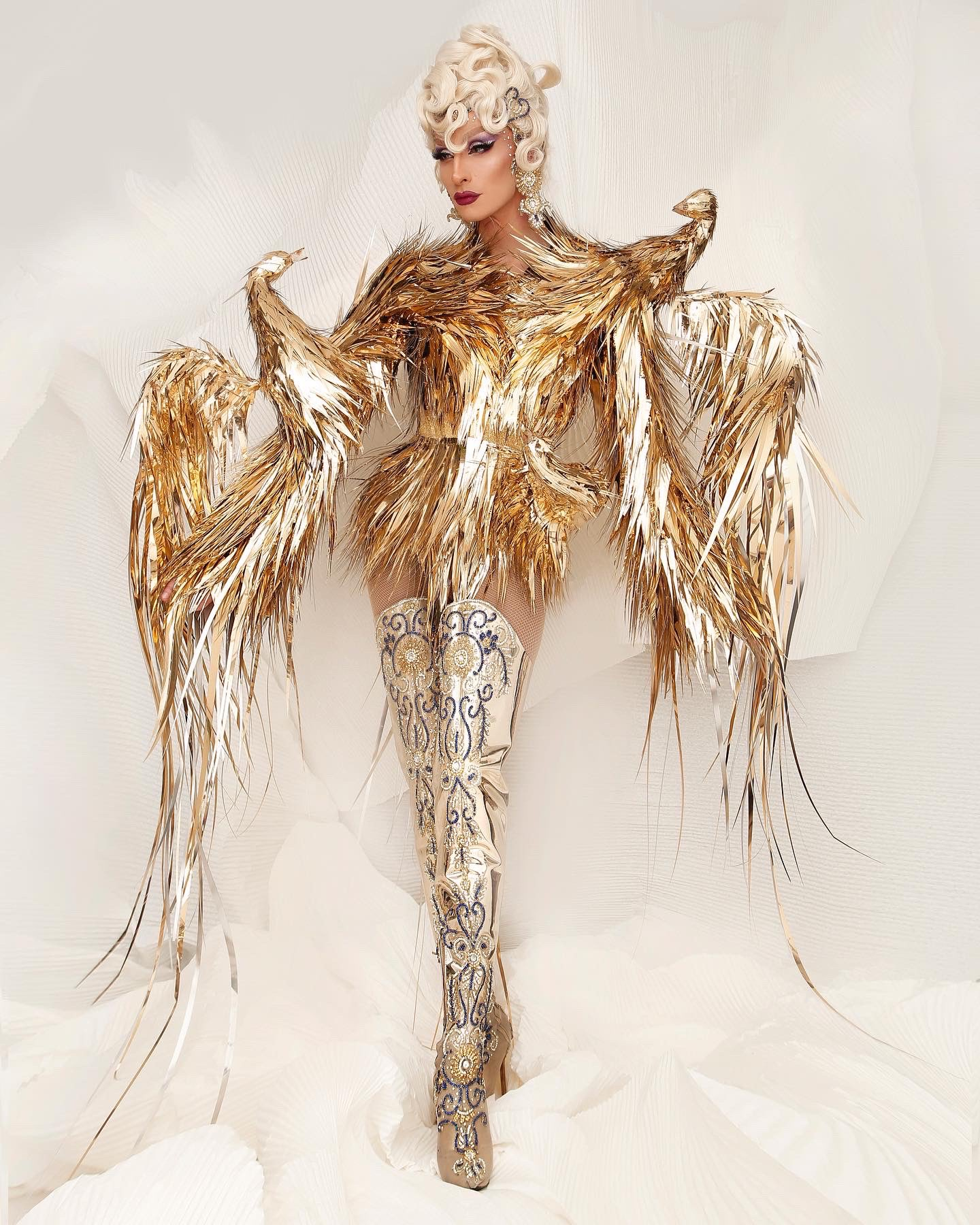
Farida Kant, drag queen italiana

Una drag queen è una persona che pratica il drag creando un'identità femminile intenzionalmente basata su archetipi di femminilità e ruoli di genere in modo temporaneo. Il mondo delle drag queen è generalmente associato all'omosessualità maschile e alle donne transgender, ma le drag queen possono appartenere a qualsiasi identità di genere od orientamento sessuale.

### Drag king
Un drag king è una persona che costruisce un'identità maschile intenzionalmente basata su archetipi in modo temporaneo, per un gioco di ruolo o performance drag. Costruisce la propria identità attraverso la mascolinità, durante uno spettacolo o altre sessioni artistiche. Il drag king ha legami profondi con la storia del lesbismo e degli uomini transgender, anche se i drag kings possono appartenere a qualsiasi identità di genere od orientamento sessuale.

### Drag queer
Un drag queer è una persona che si esprime attraverso il drag, ma con un focus sulla fluidità di genere e sull'inclusività, senza aderire rigidamente agli archetipi tradizionali di drag queen o drag king. Il termine "queer" in questo contesto riflette una volontà di rompere le etichette di genere e sessualità, esplorando identità più fluide, non binarie o sperimentando con diversi aspetti della femminilità, mascolinità e androginità.
A differenza delle drag queens o dei drag kings, che si concentrano maggiormente su un'interpretazione esagerata di uno specifico genere, il drag queer tende a sfidare qualsiasi normatività di genere e si focalizza sul gioco, l'espressione individuale e l'inclusività. Questo approccio include non solo esibizioni che giocano con il genere, ma anche una riflessione più ampia sulla sessualità e sull'identità di genere in modo fluido e non definito.

### Club kid
Il club kid è una figura legata alla scena dei club di New York degli anni '80 e '90 del XX secolo, caratterizzata da giovani punk e queer che sfidavano le convenzioni sociali con moda eccentrica, trucco audace e performance artistiche.

## Opinioni

### Ricezione da parte della comunità LGBTQIA+
Il drag è percepito in modo ambivalente dalla comunità LGBTQIA+.
Alcuni uomini gay, che abbracciano una forma di politica della rispettabilità, accusano le drag queen di «dare una cattiva immagine della comunità».
Questa visione risale almeno agli anni '70 del XX secolo: nel 1973, Sylvia Rivera fu fischiata durante la commemorazione delle rivolte di Stonewall, quando reagì vivacemente a un discorso che chiedeva esplicitamente alle queen di smettere di mostrarsi.
Nel 1994, il movimento LGBT sudafricano si interrogò sulla possibilità di vietare alle drag queen di partecipare alle parate del Pride, poiché la loro presenza, secondo loro, avrebbe urtato la sensibilità del loro nuovo alleato, il Congresso Nazionale Africano.
Per altri, invece, il drag è il veicolo dell'accettazione e della cultura LGBTQIA+ presso il pubblico cis-eterosessuale.

### Leggi contro il drag
Le leggi destinate a reprimere la pratica del drag, e più in particolare «l'incarnazione, con l'intento di ingannare, del genere opposto», vengono utilizzate contro gli artisti drag ma anche contro le persone transgender.

Quando esistevano leggi simili a San Francisco, la drag queen José Sarria distribuì dei distintivi con la scritta «I am a boy» (in italiano: «Sono un ragazzo») ai suoi amici affinché non venissero colpiti da tale legge.